# حبيب اليازجي
حبيب اليازجي (15 فبراير 1833 -31 ديسمبر 1870)، شاعر وأديب لبناني. ينتمي لعائلة أدبية إذ والده الأديب والشاعر ناصيف اليازجي وشقيقه اللغوي والأديب إبراهيم اليازجي وأخته الشاعرة وردة اليازجي. لم يدخل المدرسة وعلم نفسه وعلمه أيضا والده وبعض الأساتذة الآخرين. ألف «اللامعة في شرح الجامعة» وهي شرح على أرجوزة ناصيف اليازجي «الجامعة في العروض والقوافي» وقصتان مترجمتان عن الفرنسية لم ينشرهما. وكتب الشعر أيضا. وكان عضوا في الجمعية العلمية السورية والجمعية المشرقية.  

## النشأة والمسيرة
ولد حبيب بن ناصيف اليازجي في كفر شيما في 15 فبراير 1833. وهو أكبر أبناء الأديب والشاعر ناصيف اليازجي. ولم يتعلم في المدرسة بل علمه والده العربية والشعر. وتعلم بنفسه وعلى يد أساتذة آخرين الفرنسية والأدب الفرنسي والحساب والجبر والإيطالية والإنجليزية واليونانية والتركية. كتب الشعر منذ صغره ولكن أشغله عمله بالتجارة عن الشعر. وأتقن حساب مسك الدفاتر والذي كان نادرا في ذلك الوقت.
انضم للجمعية المشرقية التي أنشأها الآباء اليسوعيون في بيروت في 1850 للاهتمام بالأدب واللغة. وكتب في مجلة أعمال شركة مار منصور دي بول وهي مجلة شهرية تأسست في بيروت في 1 يونيو 1867. وأصبح عضوا مثل أخيه إبراهيم في الجمعية العلمية السورية وكتبا مقالات في مجلتها الشهرية «مجموعة العلوم» والتي ظهرت في 15 يناير 1868 وانقطعت عن الصدور بعد سنتين.
ألف كتاب «اللامعة في شرح الجامعة» وهو شرح على أرجوزة أبيه «الجامعة في العروض والقوافي» ونشره بالمطبعة الوطنية في بيروت في 1869. وكتب قصتان لم ينشرهما هما «عاد ليرا برونزويك» وهي مترجمة عن الفرنسية و«تلماك» وهي ترجمة عن الفرنسية لقصة «مغامرات تلماك» لفرانسوا فنلون. وكتب عدة قصائد منها مرثية للبطريرك مكسيموس مظلوم الذي توفي في 1855.
عندما تفشت الكوليرا في بيروت في 1865 رفض مغادرة المدينة وأجاب من لامه على ذلك قائلا: «الهواء الأصفر ولا معاشرة الفلاحين» لأنه لم يتعود إلا على مخالطة الطبقة العليا في بيروت. خطب ابنة أحد أعيان فلسطين والتي كانت تدرس لدى راهبات الناصرة في بيروت ولكنه لم يتزوجها لوفاته. وتوفي في 31 ديسمبر 1870 بمرض السل. ودفن بمدفن أسرته في مقبرة الزيتونة في بيروت.

## العضويات
- الجمعية العلمية السورية
- الجمعية المشرقية

## أعماله
- اللامعة في شرح الجامعة، المطبعة الوطنية، بيروت، 1869 (وهو شرح على أرجوزة ناصيف اليازجي «الجامعة في العروض والقوافي»)
- عاد ليرا برونزويك، (قصة لم تنشر) (مترجمة عن الفرنسية)
- تلماك، (قصة لم تنشر) (ترجمة عن الفرنسية لقصة «مغامرات تلماك» لفرانسوا فنلون)